# Biddulphiophycidae
Biddulphiophycidae, podrazred alga kremenjašica opisan 1990.; dio je razreda Mediophyceae. Sastoji se od četiri reda sa 130 vrsta

## Redovi
1. Biddulphiales Krieger 1954
2. Bilinguales Nikolaev & Harwood
3. Briggerales Nikolaev & Harwood
4. Toxariales Round

## Drugi projekti
|  | Zajednički poslužitelj ima još gradiva o temi Biddulphiophycidae |
|  | Wikivrste imaju podatke o taksonu Biddulphiophycidae             |